# الدریج، سوریه
الدریج (به عربی: الدریج) یک منطقهٔ مسکونی در سوریه است که در استان ریف دمشق واقع شده‌است. الدریج ۱٬۷۶۹ نفر جمعیت دارد.